# Kreissparkasse Diepholz
Die Kreissparkasse Diepholz ist eine öffentlich-rechtliche Sparkasse mit Sitz in Syke im Bundesland Niedersachsen. Ihr Geschäftsgebiet erstreckt sich über den Landkreis Diepholz.

## Organisationsstruktur
Die Kreissparkasse Diepholz ist eine Anstalt des öffentlichen Rechts. Rechtsgrundlagen sind das Niedersächsische Sparkassengesetz und die durch den Landkreis Diepholz als Träger der Kreissparkasse erlassene Satzung. Organe der Sparkasse waren der Vorstand und der Verwaltungsrat.

## Sparkassen-Finanzgruppe
Die Kreissparkasse Diepholz ist Teil der Sparkassen-Finanzgruppe und gehört damit auch ihrem Haftungsverbund an. Er sichert den Bestand der Institute und sorgt dafür, dass sie auch im Fall der Insolvenz einzelner Sparkassen alle Verbindlichkeiten erfüllen können. Die Sparkasse vermittelt Bausparverträge der regionalen Landesbausparkasse, offene Investmentfonds der Deka und Versicherungen der VGH Versicherungen. Im Bereich des Leasing arbeitet die Kreissparkasse Diepholz mit der  Deutschen Leasing zusammen. Die Funktion der Sparkassenzentralbank nimmt die Nord/LB wahr.
Die Kreissparkasse Diepholz ist Teil der Sparkassen-Finanzgruppe und gehört damit auch ihrem Haftungsverbund an. Er sichert den Bestand der Institute und sorgt dafür, dass sie auch im Fall der Insolvenz einzelner Sparkassen alle Verbindlichkeiten erfüllen können. Die Sparkasse vermittelt Bausparverträge der regionalen Landesbausparkasse, offene Investmentfonds der Deka und Versicherungen der VGH Versicherungen. Im Bereich des Leasing arbeitet die Sparkasse mit der Deutschen Leasing zusammen. Die Funktion der Sparkassenzentralbank nimmt die Nord/LB wahr.

## Geschichte

### Kreissparkasse Diepholz
Am 1. Juli 2024 fusionierte die Kreissparkasse Syke mit der Kreissparkasse Grafschaft Diepholz zur neuen Kreissparkasse Diepholz. Hauptsitz des fusionierten Instituts ist Syke.

### Kreissparkasse Syke
Die im nördlichen Kreisgebiet des Landkreises Diepholz tätige Kreissparkasse Syke ging aus sechs ehemals selbständigen Sparkassen hervor, die in den Gemeinden Hoya (1847), Harpstedt (1852), Bassum (1858), Bruchhausen (1861), Twistringen (1862) und Syke (1862) gegründet wurden.
Von Magistrat und Bürgervorstehern des Fleckens Syke wurde am 13. Januar 1862 beschlossen, eine Spar-, Leih- und Vorschußcasse zu errichten, die am 15. September 1862 ihre Tätigkeit aufnahm, nachdem die Königliche Landdrostei zu Hannover am 7. Juni 1862 die Errichtung einer Sparkasse in Syke genehmigt hatte.
In einer Amtsversammlung am 5. September 1876 wurde die Errichtung einer Amtssparkasse in Vereinigung mit der Fleckensparkasse beschlossen, die am 1. Januar 1878 unter der Bezeichnung „Spar-, Leih- und Vorschußcasse für das Amt Syke“ ihre Tätigkeit aufnahm.
Mit Wirkung zum 1. April 1924 beschloss der Kreistag des Kreises Syke den Übergang der Amtssparkasse auf den Kreiskommunalverband. Sie firmierte danach als „Kreissparkasse zu Syke“.
Nach der Zusammenlegung der Kreise Syke und Hoya wurde sie ab dem 1. November 1932 unter dem Namen „Sparkasse des Kreises Grafschaft Hoya zu Syke“ weitergeführt.
Eine weittragende Folge der Kreiszusammenlegung war die Vereinigung der im neuen Verwaltungsbezirk bestehenden öffentlich-rechtlichen Sparkassen mit der Kreissparkasse in Syke. Nach der Bildung des „Kreises Grafschaft Hoya“ wurden aufgrund einer Verfügung der Preußischen Staatsregierung im Wege der Zusammenlegung auf die „Sparkasse des Kreises Grafschaft Hoya zu Syke“ überführt: die Sparkasse des Kreises Grafschaft Hoya zu Bassum und die Sparkasse der Gemeinde Twistringen zum 1. Juni 1934, die Sparkasse des Kreises Grafschaft Hoya zu Hoya zum 1. Oktober 1935.
Die Vereinigung dieser zum Teil sehr leistungsfähigen Sparkassen mit hohen Einlagebeständen ließ die Sparkasse in Syke zu einer der größten in der damaligen Provinz Hannover werden.
Um möglichst überall kundennah präsent zu sein, erweiterte die Kreissparkasse ab 1918 systematisch ihr Zweigstellennetz. So wurden 1918 die Zweigstellen in Kirchweyhe, Heiligenfelde, Leeste und Nordwohlde gegründet, im Jahr darauf folgten die Zweigstellen in Riede und Brinkum, 1921 die in Heiligenrode, und am 15. Februar 1925 nahm die Zweigstelle Barrien ihre Tätigkeit auf. 1927 richtete die Kreissparkasse Annahmestellen in Okel, Felde und Fahrenhorst ein.
Am 1. April 1963 wurde die Firmenbezeichnung in „Kreissparkasse Grafschaft Hoya“ geändert.
Durch die Gemeinde- und Gebietsreform wurde am 1. Januar 1975 die Zweigstelle Riede auf die Sparkasse Verden übertragen und gleichzeitig die Zweigstelle Moordeich von der Landessparkasse zu Oldenburg übernommen.
Aufgrund des Gesetzes über die Verwaltungs- und Gebietsreform des Landes Niedersachsen wurde der Landkreis Grafschaft Hoya zum 1. August 1977 aufgelöst. Rechtsnachfolger wurde der Landkreis Diepholz unter Abtrennung der Samtgemeinde Grafschaft Hoya, Eystrup und Harpstedt. In diesen Gemeinden unterhielt die Sparkasse seit vielen Jahrzehnten insgesamt 17 Geschäftsstellen.
Das angestrebte Ziel, die Sparkasse in der damaligen Form zu erhalten, konnte nicht erreicht werden. Die im Bereich der Samtgemeinde Harpstedt gelegenen 5 Geschäftsstellen mussten bereits zum 1. Januar 1983 auf die Landessparkasse zu Oldenburg übertragen werden. Die 12 Geschäftsstellen in den Samtgemeinden Grafschaft Hoya und Eystrup wurden zum 1. Januar 1987 auf die Kreis- und Stadtsparkasse Nienburg übertragen.
Durch diese Übertragung entfiel für die Sparkasse der historische Anknüpfungspunkt für ihren bisherigen Namen. Aus diesem Grunde wurde der Name mit Wirkung vom 1. Januar 1987 in „Kreissparkasse Syke“ geändert.

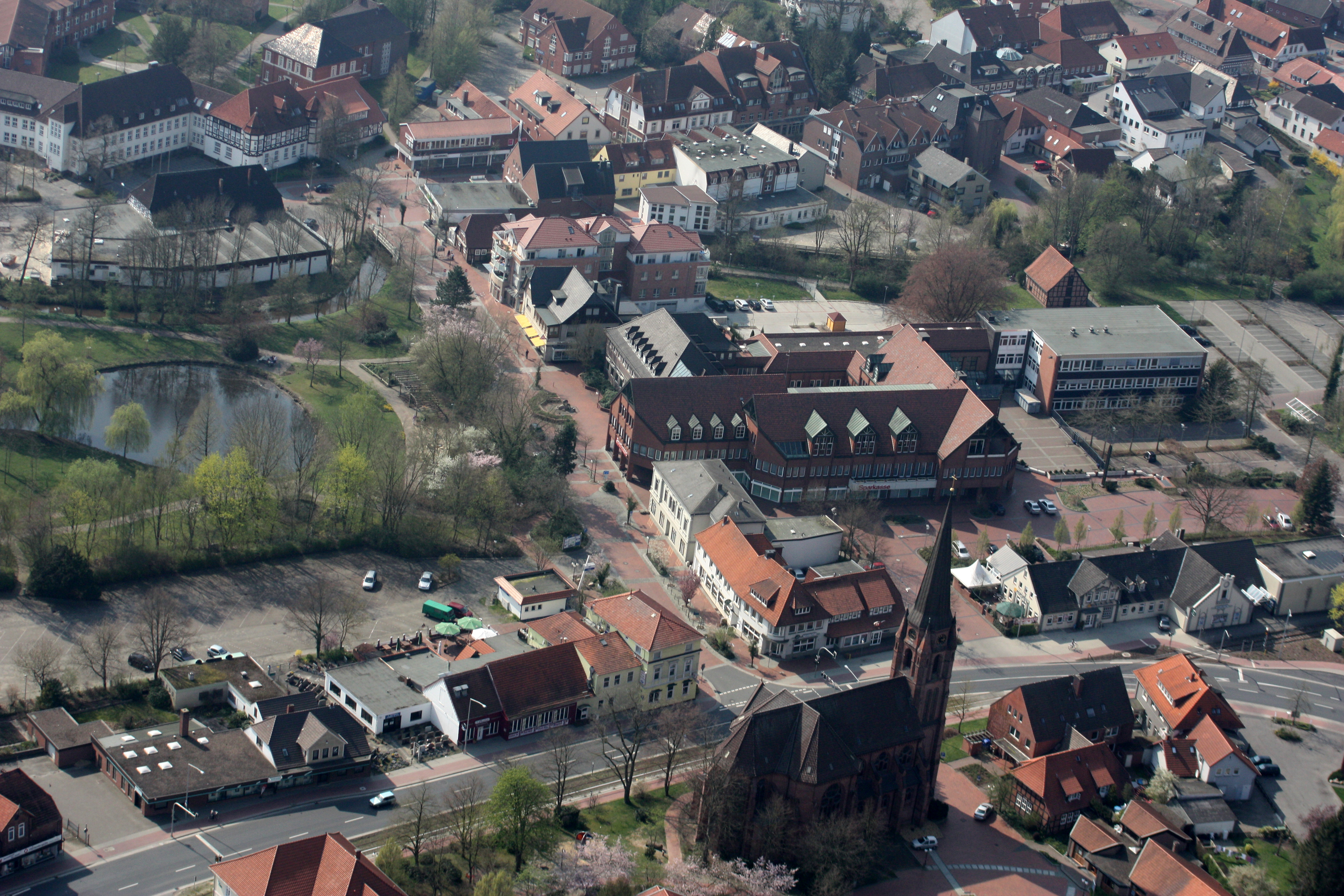
Der Gebäudekomplex der Kreissparkasse Syke (Bildmitte) im Jahr 2010

Um den gestiegenen Anforderungen gerecht zu werden, errichtete die Kreissparkasse Syke 1937 ein neues Hauptstellengebäude in Syke, Am Mühlendamm. Die Gebäude wurden nach und nach erweitert. Im Sommer 1985 konnte ein großzügiger Um- und Erweiterungsbau bezogen werden, der allen Kunden- und Mitarbeiteranforderungen gerecht wurde.
Nachdem Anfang 1954 damals noch mechanisch arbeitende Buchungsautomaten die bis dahin handschriftliche Buchführung ablösten, begann am 10. September 1966 in der Sparkasse das elektronische Zeitalter mit dem Einsatz eines lochkartengesteuerten Rechners, der eine Kapazität von 8.000 Kernspeicherstellen hatte.
Am 9. Oktober 2023 stimmte der Kreistag des Landkreises Diepholz der Fusion mit der Kreissparkasse Grafschaft Diepholz zu.

### Sparkasse in Hoya

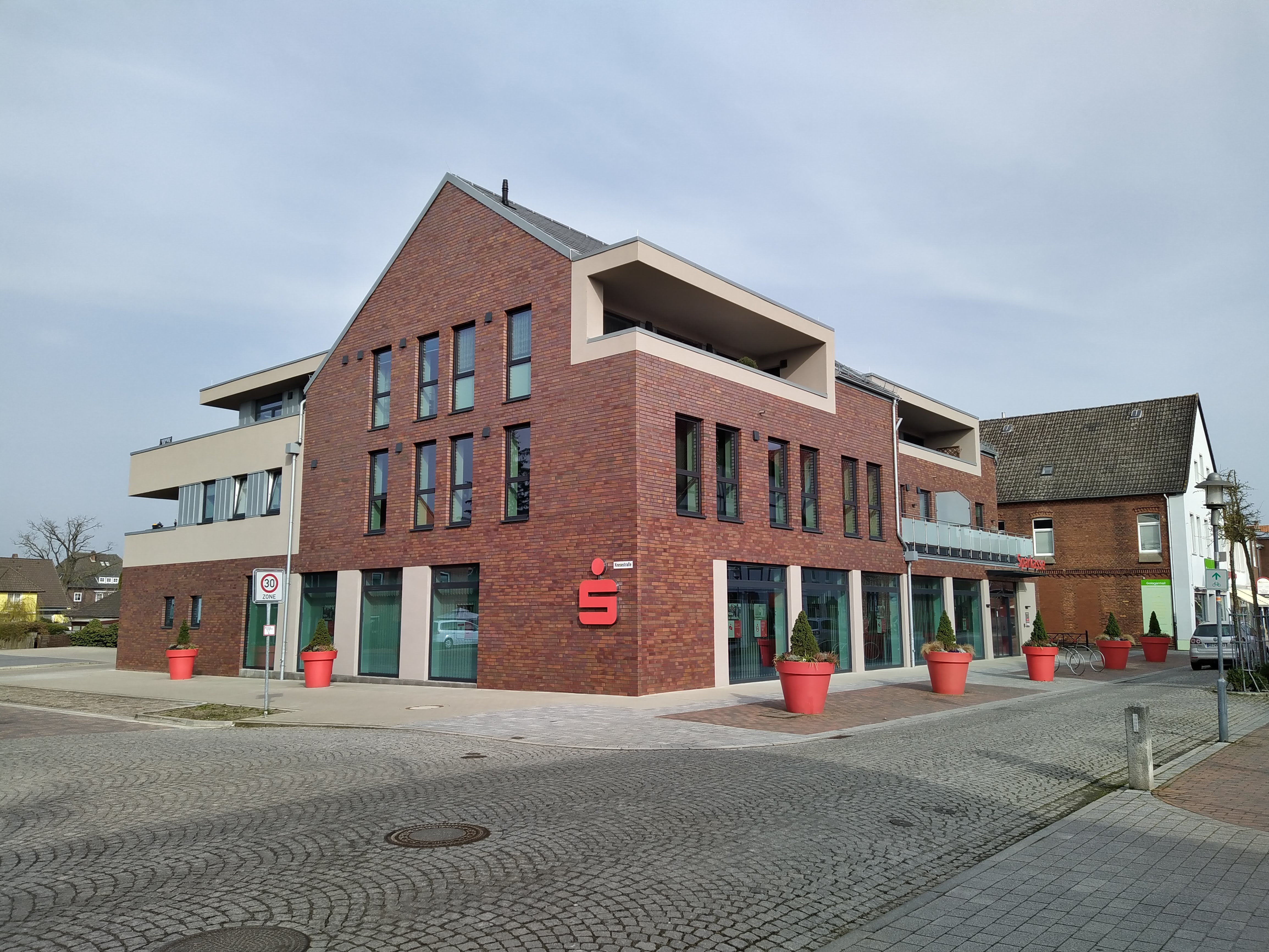
Filiale Hoya (2021)

In Hoya war es der Notar Friedrich Hüpeden, der sich unermüdlich für die Einrichtung einer Sparkasse einsetzte.
Am 1. März 1847 nahm die „Spar-, Leih- und Vorschuß-Casse des Fleckens Hoya“ ihren Geschäftsbetrieb auf.
Ab dem 1. Januar 1875 wurde die Sparkasse eine Gemeinschaftseinrichtung des Amtes Hoya und des Fleckens Hoya und erhielt den Namen „Sparkasse zu Hoya“.
Nach der am 5. März 1929 vom Kreistag beschlossenen Zusammenlegung mit der Sparkasse des vormaligen Amtes Bruchhausen erhielt sie den Namen „Kreissparkasse Hoya“, der am 1. November 1932 in „Sparkasse des Kreises Grafschaft Hoya zu Hoya“ geändert wurde.
1932 wurden die Landkreise Hoya und Syke zu dem neuen „Landkreis Grafschaft Hoya“ mit Sitz in Syke vereinigt. Als Folge daraus wurde am 1. Oktober 1935 die bestehende Sparkasse in Hoya auf die „Sparkasse des Kreises Grafschaft Hoya zu Syke“ überführt.

### Sparkasse in Harpstedt
Am 23. August 1851 beschlossen Magistrat und Bürgervorsteher des Fleckens Harpstedt die Errichtung einer Sparkasse. Nach Genehmigung durch die Königliche Hannoversche Landdrostei am 9. Juli 1852 konnte die „Fleckensparkasse Harpstedt“ am 1. August 1852 ihren Geschäftsbetrieb aufnehmen. Erster Rechnungsführer war der Harpstedter Bürgermeister H. W. Bade.
Am 1. Oktober 1922 ging die Fleckensparkasse Harpstedt komplett auf die damalige Amtssparkasse Bassum über.

### Sparkasse in Bassum

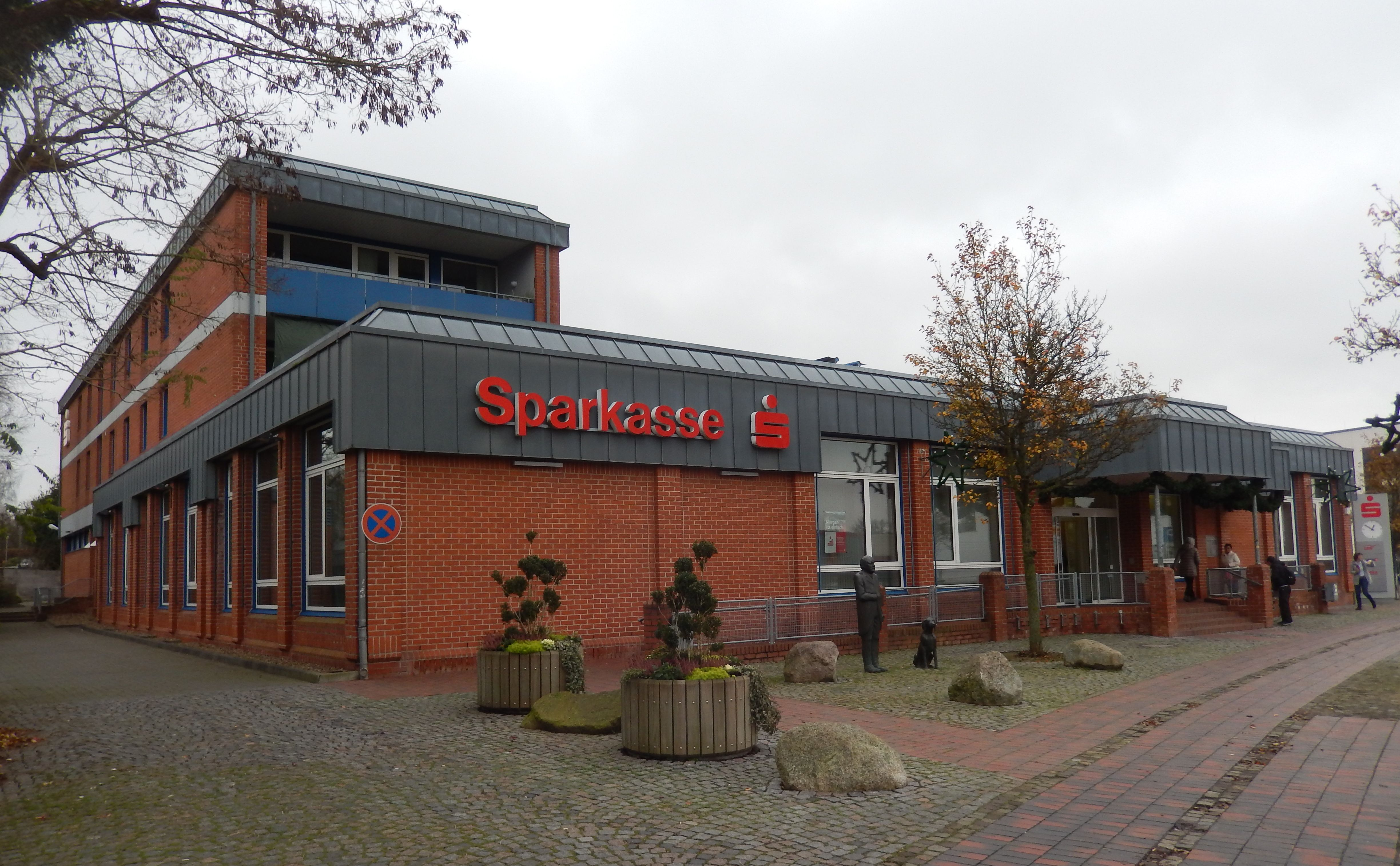
Filiale Bassum

Am 19. April 1858 beschlossen die Magistrate der drei Flecken Bassum, Loge und Freudenberg die Errichtung einer „Spar-, Leih- und Vorschußcasse der Flecken Bassum, Loge und Freudenberg“, die kurz darauf in der Kirchstraße ihre Tätigkeit aufnahm.
Nach Verhandlungen zwischen den Vertretern der drei Flecken und der Amtsversammlung des Kreises Freudenberg erfolgte nach 21 Jahren im Januar 1879 die Umwandlung der Spar-, Leih- und Vorschußcasse in die „Amtssparkasse zu Bassum“.
Am 1. Dezember 1920 errichtete die Amtssparkasse zu Bassum eine Zweigstelle in Harpstedt, die bis zum 1. Oktober 1922 neben der dortigen Fleckensparkasse bestand. Weitere Geschäftsstellen wurden in Colnrade (1920), Neubruchhausen (1921), Twistringen (1923), Heiligenloh (1924) und Groß-Mackenstedt (1925) errichtet.
Am 1. Oktober 1922 wurde die Fleckensparkasse Harpstedt von der Amtssparkasse zu Bassum übernommen.
Mit dem Übergang auf den Kreiskommunalverband lautete die neue Firmenbezeichnung ab dem 1. Januar 1924 „Kreissparkasse zu Bassum“.
Nach der Bildung des „Kreises Grafschaft Hoya“ im Jahre 1932 wurde auf Anordnung des Preußischen Staatsministeriums mit Wirkung vom 1. Juni 1934 die Überführung sowohl der Gemeindesparkasse Twistringen als auch der Kreissparkasse Bassum, die in Twistringen seit längerer Zeit eine Filiale unterhielt, auf die „Sparkasse des Kreises Grafschaft Hoya zu Syke“ vollzogen. Beide Institute, das heißt, die ehemalige Gemeindesparkasse Twistringen und die frühere Filiale der Kreissparkasse Bassum, wurden zuvor miteinander verschmolzen und bilden seitdem die Sparkassengeschäftstelle Twistringen.

### Sparkasse in Twistringen

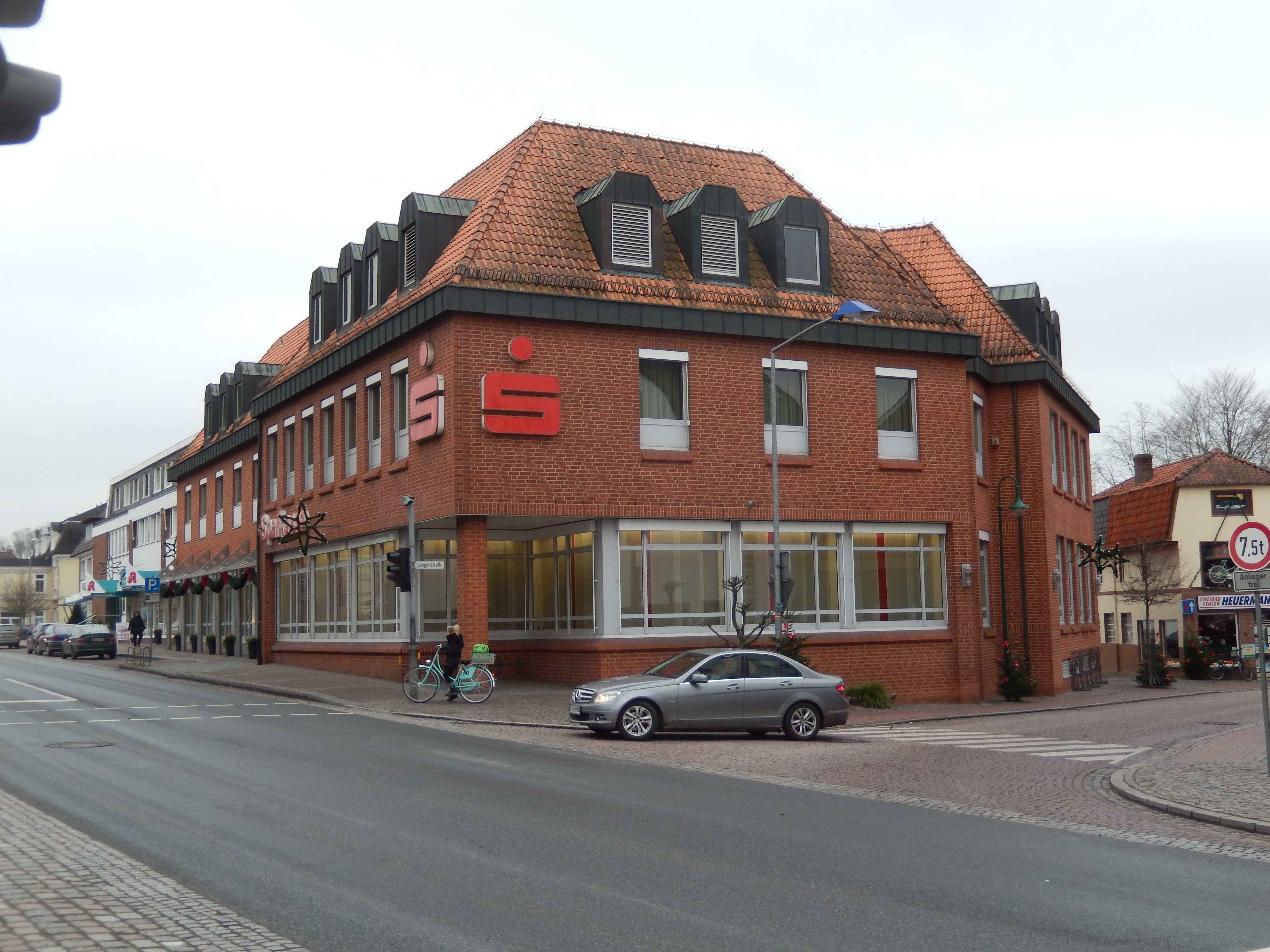
Filiale Twistringen (2017)

Auf Anregung des damaligen Pastors Brinkmann wurde am 16. April 1862 unter dem Namen „Sparkasse der Dorfgemeinde Twistringen“ eine Spar-, Leih- und Vorschußkasse gegründet.
Der erste Rendant war der Kaufmann Caspar Ellerhorst, in dessen Haus sich auch die ersten Kassenräume befanden. Elisabeth Dames (Kunst Lisbeth) aus Köbbinghausen nahm am 4. Juni 1862 die erste Einzahlung vor. Damit war der  Sparkassenbetrieb eröffnet.
1880 wurde die Satzung überarbeitet und die Firmenbezeichnung in „Sparkasse zu Twistringen“ abgeändert. Später erhielt die Sparkasse die Bezeichnung „Sparkasse der Gemeinde Twistringen“.
Nach der Bildung des „Kreises Grafschaft Hoya“ im Jahre 1932 wurde auf Anordnung des Preußischen Staatsministeriums mit Wirkung vom 1. Juni 1934 die Überführung sowohl der Gemeindesparkasse Twistringen als auch der Kreissparkasse Bassum, die in Twistringen seit längerer Zeit eine Filiale unterhielt, auf die „Sparkasse des Kreises Grafschaft Hoya zu Syke“ vollzogen. Beide Institute, das heißt, die ehemalige Gemeindesparkasse Twistringen und die frühere Filiale der Kreissparkasse Bassum, wurden zuvor miteinander verschmolzen.
Bis Anfang der 1960er Jahre war die Sparkasse in vielen verschiedenen Geschäftsräumen untergebracht. 1964 wurde das jetzige Sparkassengebäude auf dem ehemaligen Postmeyerschen Grundstück an der Großen Straße bezogen.
1985 erfolgte ein großzügiger Um- und Erweiterungsbau, der nach weiteren Umbauten im Jahre 2000 die heutige Gestaltung erhielt.

### Sparkasse in Bruchhausen

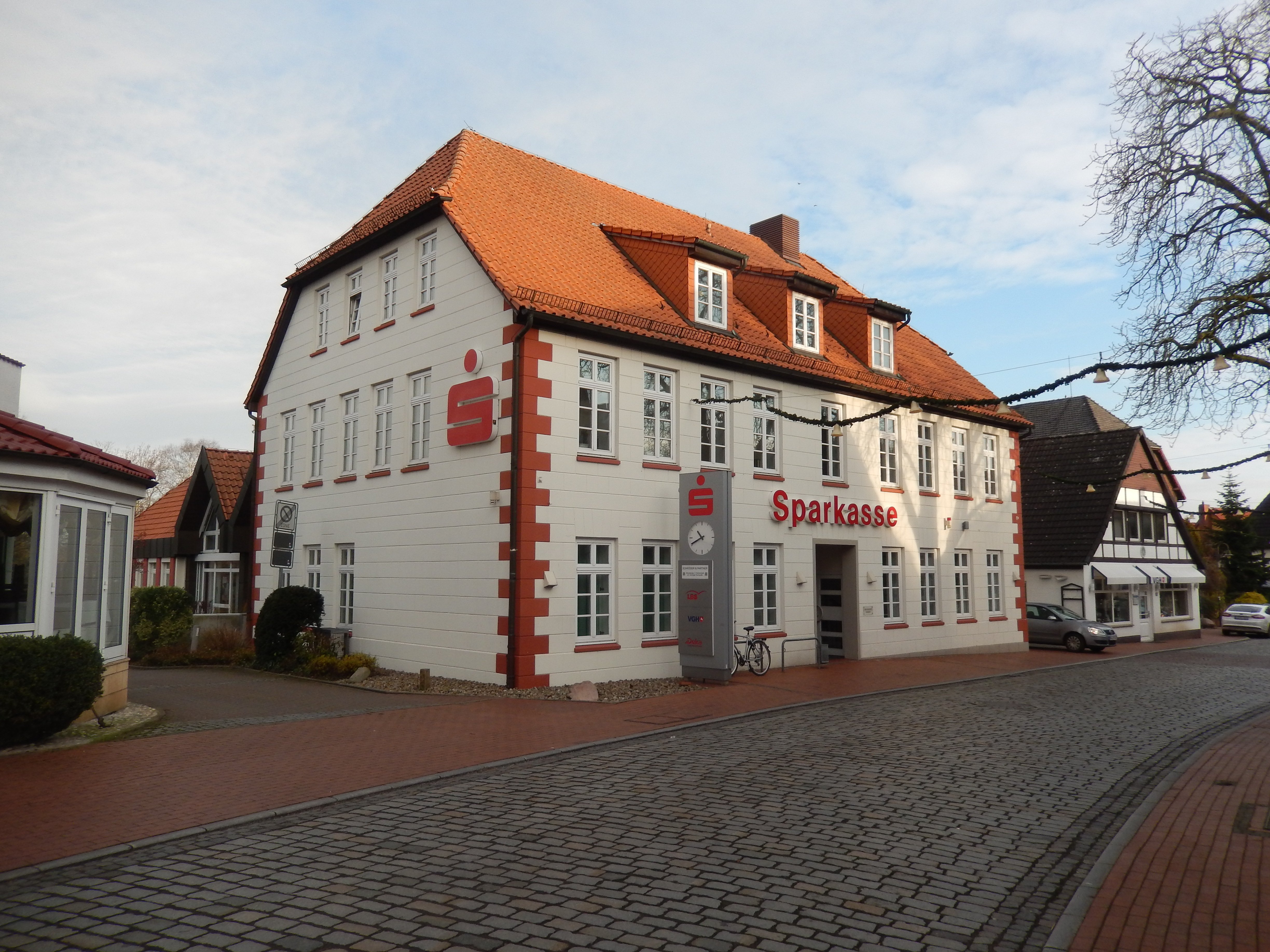
Filiale Vilsen (2017)

In der Amtsversammlung am 14. Dezember 1861 wurde unter dem Vorsitz des Amtmannes Holtzermann die „Spar-, Leih- und Vorschußcasse für das Amt Bruchhausen“ gegründet. Bereits am 28. Dezember 1861 genehmigte die Königlich Hannoversche Landdrostei die Statuten.
Der erste Vorsitzende des Vorstandes war der Bürgermeister Kahle aus Bruchhausen, der bis 1868 sein Amt ausführte.
Ihm folgte der Bürgermeister Knese nach, der 42 Jahre lang die Tätigkeit wahrnahm. In der Zeit seines Vorsitzes wurde das Amt Bruchhausen aufgelöst und dadurch die Sparkasse am 26. Oktober 1889 in „Sparkasse des vormaligen Amtes Bruchhausen“ umbenannt.
Der erste Rechnungsführer der Sparkasse war der Kaufmann Conrad Mestwerdt (1862 bis 1885). Ihm folgte sein Sohn Wilhelm (1885 bis 1906) und dann wiederum dessen Sohn Wilhelm (1906 bis 1932). Wilhelm Mestwerdt war der letzte Leiter der „Sparkasse des vormaligen Amtes Bruchhausen“. Er trat 1932 in den Ruhestand.
Damit lag die Geschäftsführung der Sparkasse Bruchhausen 70 Jahre lang in den Händen der Familie Mestwerdt.
Am 5. März 1929 beschloss der Kreistag die Vereinigung der bisherigen Amtssparkassen Hoya und Bruchhausen mit Wirkung zum 1. Januar 1930 zur neuen „Kreissparkasse Hoya“.

## Wirtschaftliche Entwicklung
|                           | 2013  | 2014  | 2015  | 2016  | 2017  | 2018  | 2019  | 2020  | 2021  |
| ------------------------- | ----- | ----- | ----- | ----- | ----- | ----- | ----- | ----- | ----- |
| Bilanzsumme (Mio. Euro)   | 2.642 | 2.720 | 2.898 | 3.109 | 3.307 | 3.509 | 3.674 | 4.050 | 4.350 |
| Einlagen (Mio. Euro)      | 1.670 | 1.767 | 1.885 | 2.050 | 2.198 | 2.338 | 2.481 | 2.745 | 2.859 |
| Kundenkredite (Mio. Euro) | 2.375 | 2.471 | 2.584 | 2.729 | 2.925 | 3.042 | 3.136 | 3.427 | 3.712 |
| Mitarbeiter               | 631   | 625   | 628   | 633   | 627   | 615   | 613   | 651   | 622   |